# CPT (ціна тисячі контактів)
CPT, Cost per Thousand або CPM, Cost per mille, Ціна за тисячу контактів — вартість 1000 контактів з аудиторією даного медіа.
CPT — один з базових медіапоказників, що дозволяє порівняти цінову ефективність різних медіа і типів медіа, привівши їх до одного параметру — вартість контакту.
CPT — більш універсальний показник, ніж CPP (Ціна за пункт), оскільки він дозволяє порівняти цінову ефективність різних медіаносіїв і типів медіа. Бо поняття пункту рейтингу трохи відрізняється в кожному медіа через різницю в методах вимірювання, а контакт — скрізь контакт.
Аналогічно CPP, чим нижче CPT засобу реклами, тим дешевше обходиться рекламодавцеві вплив на цільову групу. Найбільш дешево коштували масові контакти з населенням в 1996 році на радіо, потім йшли метро і зовнішня реклама, телебачення, потім центральна преса, регіональна преса і журнали.

## Розрахунок
Розраховується за формулою CPT = витрати / рейтинг * 1000.
Наприклад:
- Загальна вартість рекламної кампанії $15,000.
- Публіка — 2,400,000 людей.
- CPT = ($15,000/2,400,000)*1000 = $6.25